# Château de Trélague
Le château de Trélague est situé sur la commune de La Tagnière en Saône-et-Loire, sur une arête dominant un étang. Il devrait son nom de sa situation géographique : les tres laci, qui l'entouraient encore en 1829, étaient les étangs de Trélague, des Cloux, du Tabou.

## Description
De l'ancien château fort, il reste le massif donjon de plan carré, flanqué de deux tours d'angle circulaires, dont l'une abrite un escalier à vis. Le tout est agrandi d'un corps de logis à deux ailes bâti certainement au XVIe siècle. L'une des ailes prolonge au nord le donjon et l'autre, en retour d'équerre, ferme la cour d'entrée. Sur leur angle extérieur, se dresse une tour de plan circulaire ; dans leur angle interne, on découvre une tourelle polygonale dans l'œuvre. Le donjon et les tours sont élevés de trois niveaux et couverts respectivement de hautes toitures de tuiles et d'essentes ; quant au logis, il comprend deux niveaux, éclairés par des baies à meneau et croisillon.
À l'intérieur, subsistent des boiseries peintes à petits cadres, un plafond à la française d'époque Renaissance dans le grand salon au rez-de-chaussée, un plafond à la française et des cheminées restaurées dans les pièces du donjon.
Des travaux sont exécutés au début du XXe siècle :  l'escalier d'honneur est rebâti, des lambris du XVIe siècle, provenant d'un hôtel particulier du midi de la France, sont posés dans le grand salon ; à l'extérieur, des meneaux sont ajoutés aux baies et un deuxième étage est créé dans les combles. Les châteaux blésois de la Renaissance ont inspiré cette restauration.
Le parc du château, propriété privée, est ouvert au public. Certains éléments font l'objet d'une inscription aux monuments historiques depuis le 5 novembre 1986 : le donjon et ses deux tourelles d'angle, le puits Renaissance situé dans le parc et les ornementations du petit salon.

## Historique
Famille Doyen
- vers 1399 : Pierre Doyen, seigneur de Montcenis, de Chaumart et de La Tagnière, conseiller du duc de Bourgogne, ayant fait bâtir son donjon de Montcenis par Perrot le Limousin, Jean Syméon et Jehan de la Cahotte, maîtres d'œuvre, fait sans doute aussi appel à eux pour la construction du château fort de Trélague[citation nécessaire].Christ, Vignier 1981 p. 177
- 1614 : un inventaire révèle que par acte de justice, le seigneur de Trélague, Bénigne Doyen, avait décidé de fermer sa cour pour ne pas avoir à payer le droit de guet et de garde[citation nécessaire].Christ, Vignier 1981 p. 177

Famille Bancherau
- cette famille succède aux Doyen.

Famille Roche de La Rigodière
- 1911 : Camille Roche de La Rigodière est propriétaire du domaine ; il sera pilote d'avion en 1914 et fondera en 1923 la Société lyonnaise de soie artificielle[citation nécessaire].
- de 1920 à 1926 : le précédent confie l'exécution de restaurations à l'architecte Laffarge, de Blois et à Édouard André, paysagiste[citation nécessaire].

Époque contemporaine
- XXe siècle : propriété de M. Charles de Blois.